# Еланыш (Мечетлинский район)
Еланыш (баш. Йыланыш)  — деревня в Мечетлинском районе Башкортостана, входит в состав Дуван-Мечетлинского сельсовета.

## Население
| 1939 | 1959 | 1970 | 1979 | 1989 | 2002 | 2009 |
| ---- | ---- | ---- | ---- | ---- | ---- | ---- |
| 265  | ↗276 | ↘208 | ↘203 | ↘185 | ↗221 | ↗265 |
| 2010 |      |      |      |      |      |      |
| ↘195 |      |      |      |      |      |      |

Национальный состав
Согласно переписи 2002 года, преобладающая национальность — башкиры (99 %).

## Географическое положение
Находится на реке Еланыш (перевод с башкирского — змеиная).
Расстояние до:
- районного центра (Большеустьикинское): 30 км,
- центра сельсовета (Дуван-Мечетлино): 2 км,
- ближайшей ж/д станции (Сулея): 96 км.

## Религия
В деревне есть мечеть.